# Vorniceni (okręg Botoszany)
Vorniceni – wieś w Rumunii, w okręgu Botoszany, w gminie Vorniceni. W 2011 roku liczyła 3686 mieszkańców.